# Tragedia dell'Everest del 1996
La tragedia del Monte Everest del 1996 fu un incidente occorso tra il 10 e l'11 maggio 1996 che portò alla morte di 8 scalatori colti da una tempesta durante il tentativo di ascesa alla vetta del Monte Everest. Questo fu l'evento che, fino a quel momento, segnò il più alto numero di morti in un giorno solo sulle pendici dell'Everest; questo record negativo venne in seguito superato dalla valanga del 2014, che causò 16 morti, e dal terremoto del 2015, che ne causò 19.

## Vista del monte Everest

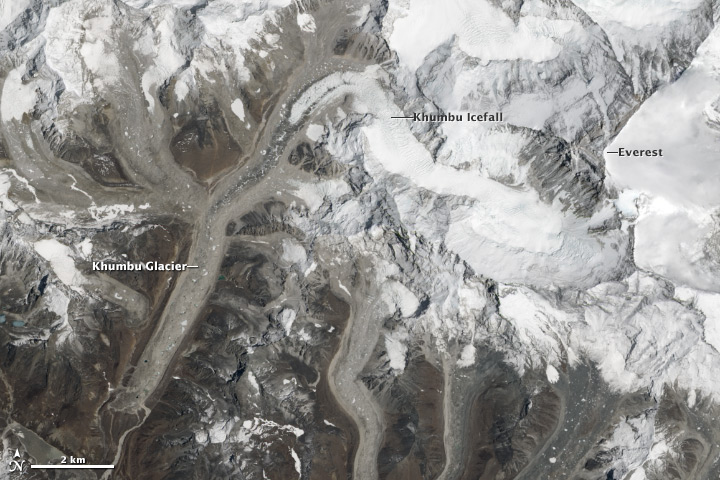
Ghiacciaio Khumbu + Cascata di ghiaccio Khumbu + Cwm Occidentale + Monte Everest

## Scalatori
Di seguito una lista di alcuni degli scalatori presenti sul versante nepalese dell'Everest il giorno 10 maggio 1996 divisi per spedizione. Le età riportate sono al 1996. Quel giorno erano presenti 14 spedizioni al campo base, sono riportate solo le spedizioni che subirono perdite umane e quelle che hanno interagito aiutando i superstiti o intralciando la salita.

### Spedizione della Adventure Consultants

#### Guide
- Rob Hall (35), Nuova Zelanda - imprenditore, direttore della società Adventure Consultants, organizzatore e prima guida (morto nei pressi della Cima sud)
- Mike Groom (37), Australia - alpinista professionista[2]
- Andy Harris (32), Nuova Zelanda - alpinista professionista (disperso nei pressi della Cima Sud mentre prestava soccorso a Hall)

#### Responsabili servizi
- Helen Wilton (40), Nuova Zelanda, responsabile del campo base
- Caroline Mackenzie, Nuova Zelanda, medico del campo base

#### Clienti
- Frank Fischbeck (53), Hong Kong - editore, che aveva tentato l'ascesa alla cima già tre volte, raggiungendo la Cima Sud nel 1994
- Doug Hansen (46), USA - impiegato delle poste che aveva già tentato l'ascesa con la squadra di Hall nel 1995 raggiungendo la Cima Sud e poi tornato indietro (scomparso tra l'Hillary Step e la Cima Sud durante la discesa)
- Stuart Hutchison (34), Canada - cardiologo, il più giovane cliente della squadra di Hall. Aveva al suo attivo alcuni 8000 tra cui una spedizione invernale sul K2 nel 1988, sul Broad Peak nel 1992 e sulla parete nord dell'Everest nel 1994. Non aveva mai, tuttavia, raggiunto la cima di nessun Ottomila.
- Lou Kasischke (53), USA - avvocato, che aveva scalato sei delle Seven Summits
- Jon Krakauer (41), USA - giornalista, inviato dalla rivista Outside. Alpinista di buona esperienza, ma privo di precedenti esperienze al di sopra degli 8000 m. Incaricato di redigere un articolo sulle spedizioni commerciali sull'Everest, avrebbe originariamente dovuto prendere parte alla spedizione della Mountain Madness di Scott Fischer, ma si unì a quella di Hall a seguito dell'offerta che quest'ultimo fece alla rivista di un forte sconto sul costo della spedizione in cambio di spazio pubblicitario gratuito.[3]
- Yasuko Namba (47), Giappone - direttrice del personale nella filiale della Federal Express di Tokyo, che aveva scalato sei delle Seven Summits; durante la spedizione è diventata la donna più anziana ad aver scalato l'Everest (morì sul Colle Sud durante la discesa)
- John Taske (56), Australia - medico, il più anziano membro della squadra dell'Adventures Consultant. Era alla sua prima esperienza sopra gli 8000 m.
- Beck Weathers (49), USA - medico, scalatore con più di 10 anni di esperienza, anche lui stava tentando di scalare le Seven Summits e non aveva precedenti esperienze sopra gli 8000 m.
- Susan Allen, Australia, trekker
- Nancy Hutchison, Canada, trekker

Nessuno dei clienti del team di Hall aveva precedentemente raggiunto la cima di un Ottomila, e solo Fischbeck, Hansen e Hutchison avevano precedenti esperienze ad alte altitudini nell'Himalaya.

#### Sherpa scalatori
Gli sherpa scalatori sono coloro che sono stati assunti per assistere la scalata dai campi superiori fino alla cima.
- Ang Dorje Sherpa (29), sirdar (capo sherpa)
- Arita Sherpas
- Chuldum Sherpa
- Kami Sherpa
- Lhakpa Chhiri Sherpa
- Ngawang Norbu Sherpa
- Tenzing Sherpa
- Lopsang Jangbu

##### Altri sherpa
- Ang Tshering Sherpa, Nepal, sirdar del campo base
- Chhongba Sherpa, Nepal, cuoco del campo base
- Pemba Sherpa, Nepal, sherpa del campo base
- Tendi Sherpa, Nepal, inserviente

### Spedizione della Mountain Madness

#### Guide
- Scott Fischer (41), USA - imprenditore, direttore della società Mountain Madness, organizzatore e prima guida (morì durante la discesa, sulla cresta Sud-Est a 350 m dalla cima)[5]
- Neal Beidleman (37), USA - ingegnere, guida alpina
- Anatolij Bukreev (38), Russia - alpinista professionista, aveva al suo attivo numerose ascese oltre gli 8000 m tra cui la stessa cima dell'Everest, tutte cime conquistate senza ossigeno supplementare

#### Clienti
- Martin Adams (47) - aveva già scalato l'Aconcagua, il Monte McKinley e il Kilimanjaro
- Charlotte Fox (38) - aveva scalato tutti e 53 i 4.000 m del Colorado, e due Ottomila: il Gasherbrum II e il Cho Oyu
- Lene Gammelgaard (35) - psicoterapeuta, esperta scalatrice e amica di Fischer, divenne la prima donna danese a scalare l'Everest
- Dale Kruse (45) - amico di Scott Fischer da lunga data
- Tim Madsen (33) - aveva scalato molte cime in Colorado e in Canada ma non aveva esperienze sugli Ottomila
- Sandy Hill Pittman (41) - giornalista, aveva già scalato sei delle Seven Summits
- Pete Schoening (68) - famoso scalatore - uno dei primi a scalare il Gasherbrum I e il monte Vinson. Famoso per una celebre operazione di salvataggio nel 1953 nel Karakorum in cui salvò la vita a 6 alpinisti sul K2.
- Klev Schoening (38) - nipote di Pete; ex membro della squadra statunitense di discesa libera, con nessuna precedente esperienza sugli Ottomila

Schoening decise, mentre si trovava al campo base (a 5364 m) di non tentare la salita alla cima. La squadra cominciò l'assalto alla cima il 6 maggio, oltrepassò il Campo 1 a 5944 m e arrivò al Campo 2 (6.500 m) dove si fermò due notti. Durante questa ascesa iniziale Kruse ebbe un attacco di mal di montagna e si fermò al Campo 1, temendo un possibile edema cerebrale. Durante la giornata le sue condizioni peggiorarono e Fischer, che nel frattempo era salito al Campo 2, ridiscese per accompagnare Kruse al campo base per poi ritornare al Campo 2.

#### Sherpa
- Lopsang Jangbu Sherpa (23), sirdar
- "Big" Pemba Sherpa
- Ngawang Dorje Sherpa
- Ngawang Sya Kya Sherpa
- Ngawang Tendi Sherpa
- Ngawang Topche Sherpa (morì nei mesi successivi per un edema polmonare e cerebrale causato dall'altitudine contratto al Campo 2)[4]
- Tashi Tshering Sherpa
- Tendi Sherpa

Ngawang Topche venne ricoverato ad aprile per aver sviluppato un edema polmonare causato dall'altitudine al di sopra del campo base mentre, disobbedendo agli ordini di Fischer che gli aveva ordinato di tornare al campo base, salì dal Campo 2 al Campo 3 nonostante manifestasse già i primi sintomi della malattia. Non era sulla montagna il giorno del tentativo sulla cima, il 10 maggio. Morì in ospedale quello stesso giugno a causa delle conseguenze della sua malattia.

### Spedizione della McGillivray Freeman IMAX/IWERKS
- David Breashears (41) USA, organizzatore e regista cinematografico
- Jamling Norgay (31) Sherpa India, vice capo della spedizione e attore cinematografico
- Ed Viesturs (37) USA scalatore e attore cinematografico
- Araceli Segarra (26) Spagna, scalatrice e attrice cinematografica
- Sumiyo Tsuzuki Giappone, scalatore e attore cinematografico
- Robert Schauer (43) Austria, scalatore e uomo di cinema
- Paula Barton Viesturs USA, responsabile del campo base
- Audrey Salkeld Gran Bretagna, giornalista
- Liz Cohen USA, produttore cinematografico
- Liesl Clark USA, produttore cinematografico e scrittore

### Spedizione nazionale di Taiwan
- "Makalu" Gau Ming-Ho - prima guida
- Chen Yu-Nan - scalatore di Taiwan - morì il 9 maggio cadendo sul Lhotse.[6]
- Kami Dorje Sherpa - sirdar scalatore
- Ngima Gombu Sherpa - sherpa scalatore
- Mingma Tshering Sherpa - sherpa scalatore

### Spedizione del Sunday Times di Johannesburg
- Ian Woodall Gran Bretagna, capo della spedizione
- Bruce Herrod Gran Bretagna, vice e fotografo
- Cathy O'Dowd Sudafrica, alpinista
- Deshun Deysel Sudafrica, alpinista
- Edmund February Sudafrica, alpinista
- Andy de Klerk Sudafrica, alpinista
- Andy Hackland Sudafrica, alpinista
- Ken Woodall Sudafrica, alpinista
- Tierry Renard Francia, alpinista
- Ken Owen Sudafrica, sponsor e trekker
- Philip Woodall Gran Bretagna, responsabile del campo base
- Alexandrine Gaudin Francia, assistente amministrativa
- Charlotte Noble Sudafrica, medico della spedizione
- Ken Vernon Sudafrica, giornalista
- Richard Shorey Sudafrica, fotografo
- Patrick Conroy Sudafrica, operatore radio
- Ang Dorje Sherpa Nepal, sirdar
- Pemba Tendi Sherpa Nepal, sherpa scalatore
- Jangbu Sherpa Nepal, sherpa scalatore
- Ang Babu Sherpa Nepal, sherpa scalatore
- Dawa Sherpa Nepal, sherpa scalatore

### Spedizione della Alpine Ascents International
- Todd Burleson USA, organizzatore e guida
- Pete Athans USA, guida
- Jim Williams USA, guida
- Ken Kamler USA, cliente e medico della spedizione
- Charles Corfield USA, cliente
- Becky Johnston USA, trekker e sceneggiatrice

### Spedizione della polizia di confine indo-tibetana
(salita dal versante tibetano della montagna)
- Mohindor Singh - organizzatore
- Harbhajan Singh - vice e scalatore
- Tsewang Smanla - scalatore, morto sulla cresta di Nord-est
- Tsewang Paljor - scalatore, morto sulla cresta di Nord-est (il suo corpo diverrà punto di riferimento sul cammino all’ascesa dell’Everest come “Green Boots”)
- Dorje Morup - scalatore, morto sulla cresta di Nord-est
- Hira Ram - scalatore
- Tashi Ram - scalatore
- Sange Sherpa - sherpa scalatore
- Nadra Sherpa - sherpa scalatore
- Koshing Sherpa - sherpa scalatore

## Progressione

### Ritardi nel raggiungere la cima
Poco dopo la mezzanotte del 10 maggio 1996 la spedizione della Adventure Consultants di Rob Hall iniziò il suo tentativo di raggiungere la cima dal Campo 4, sistemato sulla sommità del Colle Sud a 7.900 m.
A loro si unirono i sei clienti, le tre guide e gli sherpa della spedizione della Mountain Madness di Scott Fischer e una spedizione sponsorizzata dal governo di Taiwan.
Le spedizioni incominciarono presto ad incontrare imprevisti. A causa, probabilmente, di incomprensioni fra Ang Dorje Sherpa e Lopsang Jangbu Sherpa, né gli sherpa scalatori né le guide avevano sistemato le corde fisse prima dell'arrivo degli scalatori sul balcone (The Balcony), a 8.350 m. La ragione fu che un membro della spedizione montenegrina che il 9 maggio aveva compiuto un tentativo (peraltro fallito) alla vetta dell'Everest, aveva riferito allo sherpa Lopsang Jangbu: "Ci sono già le corde fisse, non avete bisogno di niente."
 L'imprevisto costrinse gli scalatori ad interrompere l'ascesa per quasi un'ora nell'attesa che fossero piazzate le corde fisse necessarie per il superamento del balcone.
Inoltre, una volta raggiunto l'Hillary Step, a 8.760 m, gli scalatori si accorsero che non vi erano corde fisse nemmeno lì e questo comportò un ulteriore ritardo di un'ora sulla tabella di marcia. A causa del fatto che ben 33 scalatori stavano tentando di raggiungere la cima quel giorno e che, per motivi di sicurezza, sia Hall che Fischer avevano chiesto ai membri delle proprie spedizioni di non allontanarsi più di 150 m gli uni dagli altri, ci fu un importante imbottigliamento sull'unica corda fissa dell'Hillary Step. Stuart Hutchison, Lou Kasischke e John Taske che erano fra gli ultimi della lunga coda, insieme a Hall, ritornarono al Campo 4 per la stanchezza e per il timore di terminare l'ossigeno a causa dei ritardi nell'ascesa.
Scalando senza ossigeno supplementare, la guida Anatolij Bukreev, della spedizione Mountain Madness, raggiunse la cima a 8.848 m alle 13.07. Molti degli scalatori, tuttavia, non avevano ancora raggiunto la cima per le 14.00, l'ora dopo la quale sarebbe stato difficile ritornare al Campo 4 in tempo per la notte.
Bukreev iniziò la sua discesa verso il Campo 4 verso le 14.30, dopo aver trascorso all'incirca un'ora e mezza sulla cima aiutando gli altri scalatori a terminare la loro ascesa. A quell'ora erano arrivati in cima Hall, Krakauer, Harris, Beidleman, Namba oltre a tutti i clienti della Mountain Madness. Sempre verso quest'ora Krakauer, sulla via del ritorno, notò che il tempo si stava scurendo. Alle 15.00 cominciò a nevicare e la luce iniziò a diminuire.
Il sirdar di Hall, Ang Dorje Sherpa, assieme ad altri sherpa scalatori attesero sulla cima l'arrivo degli ultimi clienti fino alle 15.00, quando cominciarono la loro discesa. Sulla via del ritorno Ang Dorje incontrò Doug Hansen sopra l'Hillary Step e gli disse di scendere. Hansen non rispose ma scosse la testa e continuò a camminare verso la cima. Quando arrivò Hall gli sherpa si offrirono di accompagnare Hansen sulla cima ma Hall gli ordinò di scendere ad assistere gli altri clienti e di sistemare bombole di ossigeno di scorta lungo la via del ritorno. Hall rimase ad assistere Hansen che aveva terminato il suo ossigeno supplementare.
Scott Fischer raggiunse la cima verso le 15:45. Era esausto e cominciò a sentirsi male, probabilmente a causa di un edema polmonare o cerebrale. Gli altri, tra cui Doug Hansen e Makalu Gau, raggiunsero la cima ancora più tardi.

### Discesa nella tempesta
Bukreev ricorda di aver raggiunto il Campo 4 alle 17.00. Le ragioni per le quali Bukreev è tornato al Campo 4 prima dei suoi clienti sono discusse. Bukreev sostenne che era sceso prima, in accordo con Fischer, per essere pronto ad aiutare i clienti negli ultimi tratti della discesa e per fare scorta di tè caldo e ossigeno supplementare da riportare su a chi ne avesse avuto bisogno. Krakauer, nel suo libro, sostenne che invece la discesa anticipata di Bukreev fu dovuta al fatto che egli, essendo salito senza bombole di ossigeno, non poteva trattenersi troppo a quote elevate e fu quindi costretto a scendere presto. La scelta di salire, da guida, senza ossigeno fu criticata da Krakauer che la ritenne poco responsabile. I sostenitori di Bukreev (tra cui Weston DeWalt - coautore, assieme a Bukreev, del libro Everest 1996 e Simone Moro che fu compagno di scalata di Bukreev in altre occasioni) sostengono, invece, che l'utilizzo dell'ossigeno supplementare dà un falso senso di sicurezza e che quindi è stato più responsabile, per Bukreev, non utilizzarlo piuttosto che il contrario.
Il peggioramento del tempo cominciò a causare problemi alla discesa diminuendo la visibilità, seppellendo nella neve le corde fisse e le tracce dell'ascesa e rendendo più difficile quindi ritrovare la strada fino al Campo 4. Fischer rimase bloccato dalla tempesta sul "Balcone" (a 8.350 m) assieme a Makalu Gau e a Lopsang Jangbu Sherpa. Constatando la sua impossibilità di proseguire ordinò a Lopsang Jangbu, che voleva rimanere con lui, di proseguire da solo per poter aiutare i clienti in discesa. Hall chiamò aiuto via radio comunicando che Hansen era vivo ma aveva perso conoscenza.
Alle 17.30 Andy Harris, guida della spedizione Adventure Consultants, che aveva già raggiunto la Cima sud (a 8.749 m) fece marcia indietro in direzione di Hansen e Hall portando con sé delle bombole di ossigeno. Krakauer riferisce che, alle 18.30, il tempo era peggiorato tanto da diventare una vera e propria tempesta: "Pungenti pallottole di neve, sospinte da raffiche di vento da settanta nodi, mi bersagliavano il viso". Molti scalatori di entrambe le spedizioni commerciali risultavano ancora dispersi.
La guida Neal Beidleman, in testa a Klev Schoening, Charlotte Fox, Tim Madsen, Sandy Hill Pittman e Lene Gammelgaard della spedizione Mountain Madness e la guida Mike Groom, Beck Weathers e Yasuko Namba della spedizione Adventures Consultant, scesi dalla Cresta Sud, si trovarono al buio e in piena bufera, alla base del ghiacciaio, a circa 400 metri dal campo base 4, senza poterlo vedere e si smarrirono.
Vagarono nella tempesta fino a mezzanotte. Quando non riuscirono più a camminare si accucciarono per riposarsi e per proteggersi dal vento, 20 metri sotto alla parete del Kangshung (Parete Est dell'Everest), attendendo che il tempo migliorasse. Poco dopo mezzanotte il cielo si aprì abbastanza per permettere loro di vedere il Campo 4 a circa 200 m più in basso ma non lo notarono. Comunque Beidleman, Groom, Schoening e Gammelgaard si misero in cammino mentre Madsen e Fox rimasero con il resto del gruppo per gridare e dirigere i soccorritori. Schoening e Gammelgard guidavano il gruppo, finché Gammelgard vide una luce; era la lampada frontale di Anatolij Bukreev che, preoccupato per il mancato arrivo dei clienti, aspettava impaziente.
Bukreev diede soccorso ai sopravvissuti, tolse i ramponi ai nuovi arrivati, li sistemò in tenda al caldo nei sacchi piumino, fornì loro delle bombole piene di ossigeno e disse a Penba di dar loro del tè caldo. Bukreev cercò di farsi dire da Schoening e da Gammelgaard la direzione per raggiungere i clienti in condizioni critiche che erano rimasti indietro poi, dovendo aiutare cinque persone ed essendo da solo, fece il giro delle tende chiedendo aiuto a tutti. Fece il giro delle tende degli sherpa della Mountain Madness, degli sherpa della Consultant Adventure, degli sherpa della spedizione indonesiana. Nessuno gli rispose, gli sherpa dormivano al caldo e non se la sentivano di rischiare la vita al gelo nella bufera. Poi cercò aiuto nelle tende dei clienti. Chiese aiuto a Kasischke, Groom e Krakauer ma Kasischke aveva problemi alla vista, Groom era appena arrivato e Krakauer dormiva.
Non c'erano più bombole di ossigeno da portare in soccorso a chi era ancora nella tormenta e Bukreev prese la bombola che stava usando Lopsang. Pemba gli offrì un thermos di tè caldo da portarsi dietro. Bukreev uscì all'una di notte, nella tormenta e si diresse in piano camminando nella direzione che Lene e Klev gli avevano indicato, camminando per circa 15 minuti ma non vide nessuno e tornò indietro. Verso le due Bukreev ritornò ancora alla tenda degli sherpa ma di nuovo non trovò nessuno disposto ad andare con lui a soccorrere i dispersi. Tornò di nuovo alle tende degli sherpa della spedizione di Rob Hall e disse che per trasportare Yasuko aveva bisogno di più persone ma di nuovo non trovò nessuno disponibile. Poi, da solo, tornò di nuovo alla ricerca dei dispersi e questa volta vide la lampada di Tim Madsen e trovò il gruppo. Soccorse i presenti, mise la maschera di ossigeno a Sandy, distribuì il tè. Poi chiese chi si sentiva di ritornare con lui e si offrì Charlotte. Assieme attraversarono il Colle Sud in quarantacinque minuti e finalmente alle tre di mattina arrivarono al Campo 4.
Bukreev fece di nuovo il giro delle tende in cerca di qualcuno che lo aiutasse ma nessuno si offrì di aiutarlo, però tolse la bombola di ossigeno a un altro sherpa e ritornò da Sandy, Tim e Yasuko. Yasuko Namba era inamovibile e Bukreev riportò al campo 4 i due che stavano in piedi e a malapena camminavano. Di Weather nessuna traccia. Alle quattro arrivarono al campo 4. Dopo essere sceso dalla cima dell'Everest e aver passato tutta la nottata in piedi nelle due uscite di salvataggio, Bukreev alle cinque del mattino, era esausto e finalmente si mise a dormire.

### 11 maggio
L'11 maggio, alle 4.43, Hall chiamò il campo base via radio dicendo di essere sulla cima sud a 8.749 m. Disse inoltre che Harris aveva raggiunto lui e Hansen ma che quest'ultimo "se n'era andato" mentre Harris non sapeva dove fosse. Hall riferì inoltre di non riuscire a inalare l'ossigeno delle bombole in quanto il suo erogatore era ghiacciato. Verso le 9 Hall era riuscito ad aggiustare la sua maschera dell'ossigeno ma disse anche che il principio di congelamento che la notte all'addiaccio gli aveva procurato alle mani e ai piedi gli impediva di scendere sfruttando le corde fisse. Più tardi, quel pomeriggio, chiese via radio al Campo Base di chiamare sua moglie Jan Arnold collegando il telefono satellitare alla radio. Durante la loro ultima conversazione Hall rassicurò la moglie dicendole: «Ti amo. Dormi bene, tesoro. Ti prego, non preoccuparti troppo». Poco dopo, morì. Il suo corpo venne trovato il 23 maggio dagli alpinisti della spedizione della IMAX, ma fu lasciato lì su richiesta della moglie che disse che lui si trovava "dove avrebbe voluto essere". I corpi di Doug Hansen e di Andy Harris non sono mai stati trovati.
Sempre l'11 maggio Stuart Hutchison, un cliente della Adventures Consultant che il 10 maggio aveva rinunciato a raggiungere la cima, tentò una nuova spedizione di salvataggio alla ricerca di Weathers e Namba, con quattro sherpa. Quando li trovò erano entrambi vivi, rispondevano a mala pena, presentavano pesanti segni di congelamento ma respiravano ancora. Hutchison non sapeva cosa fare e chiese consiglio a Lhakpa Chhiri Sherpa scalatore e lui suggerì a Hutchison di lasciare Beck e Yasuko dov'erano. Di ritorno al campo seguì una riunione nella tenda di Groom: Stuart Hutchison, John Taske, Jon Krakauer e Mike Groom discussero che cosa fare e decisero "di lasciarli dove erano", convinti che non si potesse fare più niente per loro.
Tuttavia e contro ogni aspettativa, quello stesso giorno, Weathers invece riprese i sensi e si incamminò da solo verso il campo. Il suo arrivo sorprese tutti, dal momento che lo ritenevano già morto. Data la sua grave ipotermia e i gravi segni di congelamento alle mani e al volto gli venne somministrato ossigeno, una fiala di cortisone e fu scaldato, mettendolo in due sacchi a pelo, da solo nella tenda di Fischer. Durante la notte la sua tenda collassò per il vento e lui, incapace di rimetterla in piedi, passò un'altra notte all'addiaccio in balia del vento di alta quota. La mattina del 12 maggio gli altri scalatori, credendolo morto durante la notte, si prepararono a scendere senza di lui, ma Krakauer scoprì che era ancora vivo. Nonostante le sue precarie condizioni, riuscì a scendere - aiutato da scalatori appartenenti a varie spedizioni - fino al Campo 2, dove fu evacuato in elicottero. Incredibilmente sopravvisse anche se gli dovettero amputare, per via del congelamento, il naso, le dita della mano sinistra e tutto l'avambraccio destro.
Fischer e Gau, infine, vennero localizzati dagli sherpa durante la giornata dell'11 maggio. Le condizioni di Fischer, tuttavia, erano talmente gravi che gli sherpa poterono somministragli solo cure palliative prima di salvare Gau. Sempre durante la stessa giornata ci fu un nuovo tentativo di salvataggio da parte di Bukreev, che trovò tuttavia il corpo di Fischer già congelato. David Breashears della Imax, appena seppe la notizia che avevano finito le bombole di ossigeno, mise subito la sua scorta di 50 bombole di ossigeno a disposizione. David Breashears, Ed Viesturs, le guide Pete Athans e Jim Williams della Alpine, si mossero subito verso il campo 4, e aiutarono i superstiti a scendere al campo 2.

## Analisi
La tragedia fu causata da una combinazione di eventi, tra cui:
1. L'elevato numero di scalatori (34 scalatori) che si trovava in parete. Hall aveva indetto una riunione di tutti i capi spedizione e dei loro sidar, per proporre dei turni di salita alla cima dell'Everest per non intasare il cammino il giorno 10 maggio. Fischer era d'accordo ma quando fu il momento di mettere ai voti Ian Woodall, capo della spedizione inglese del Sunday Times di Johannesburg, si alzò dicendo che Hall non aveva nessun diritto di dirgli quando lui avrebbe dovuto scalare e quindi di questa ragionevole proposta (se non si fossero messi d'accordo avrebbero potuto tirare a sorte che giorno e chi andava per primo) non se ne fece nulla e il giorno dopo ci fu un elevato numero di scalatori, per la maggior parte lenti, sulla via sud dell'Everest.
2. Al campo base, nei giorni precedenti alla scalata della vetta, Hall aveva preso in esame due possibili orari limite, l'una o le due del pomeriggio, allo scadere dei quali tutti sarebbero dovuti tornare indietro,[28] in qualsiasi punto dell'ascensione si trovassero ma questa decisione non fu rispettata, permettendo a molte persone di giungere in cima ben dopo questo orario. Invece Fischer non aveva posto limiti.[29]
3. Un'ora e mezza di ritardo sulla tabella di marcia causata da due imbottigliamenti sul Balcone e sull'Hillary Step dovute al mancato preventivo fissaggio delle corde fisse, all'elevato numero di scalatori che tentavano una via che permetteva il passaggio di una sola persona per volta.
4. L'improvviso malore di due scalatori nei pressi della cima verso le ore 15.00.
5. Conseguenza dei ritardi fu che molti scalatori terminarono l'ossigeno prima o durante il ritorno alla Cima sud, dove c'era una scorta di bombole di ossigeno. Si trovarono così senza bombole di ossigeno nella zona morta, così chiamata perché in questa zona la maggior parte delle persone muore per ipossia in breve tempo.
6. L'arrivo improvviso di una violenta tempesta che aggravò le condizioni già precarie degli scalatori.

Krakauer osservò che l'uso delle bombole di ossigeno e la presenza di guide pagate per accompagnare i clienti, segnare i sentieri, portare l'equipaggiamento e prendere le decisioni ha permesso a molto più persone, che altrimenti non si sarebbero mai potute trovare lì, di poter tentare di salire montagne al di sopra delle loro possibilità, aumentando in questa maniera i rischi e, conseguentemente, i morti. In aggiunta a questo, scrisse che la competizione tra le compagnie di Hall e di Fischer potrebbe aver influito sulla decisione di Hall di non rispettare l'orario massimo delle 14.00 fissato per il ritorno, così come la sua stessa presenza come giornalista inviato da un'importante rivista di alpinismo potrebbe aver aggiunto ulteriore pressione alle guide per portare in cima quanti più clienti possibile, a scapito dei crescenti pericoli. La proposta di Krakauer è quella di vietare le bombole di ossigeno tranne che in casi di estrema emergenza, sostenendo che ciò avrebbe dissuaso molte persone impreparate a tentare l'ascesa dell'Everest, oltre a diminuire il crescente inquinamento sulle pendici della montagna causato proprio dall'abbandono delle bombole di ossigeno vuote. Sempre Krakauer, tuttavia, nota che scalare l'Everest è sempre stata un'impresa pericolosa, anche prima dell'avvento delle spedizioni commerciali, con una mortalità di uno scalatore ogni quattro che arrivano in cima. Oltre a questo, fa notare che la maggior parte delle decisioni prese il giorno 10 maggio e che si sono rivelate sbagliate sono state prese dopo due o più giorni di permanenza nella zona della morte, in condizioni di carenza di ossigeno, cibo e riposo. La sua conclusione è quindi che decisioni prese in queste condizioni non possono essere criticate da coloro che non le hanno mai sperimentate.
Krakauer analizzò tuttavia alcune statistiche sulle morti sull'Everest, stabilendo che i 12 morti della stagione primaverile del 1996 rappresentano solo il 3% di coloro che, in quella stessa stagione, sono saliti oltre il Campo Base contro la media del 3,3% degli altri anni. Oltre a questo, il rapporto di 1 a 7 tra i 12 morti della stagione e gli 84 scalatori che hanno raggiunto la cima è significativamente più basso della media di 1 a 4 che c'era fino a quel momento. Conseguentemente, a livello statistico, si può dire che il 1996 sia stato un anno relativamente "sicuro".

### Ossigeno supplementare
Il mancato utilizzo dell'ossigeno supplementare da parte di una guida e di un sirdar è stato al centro di una polemica, dopo la tragedia, scatenata da Jon Krakauer. Entrambi, sia la guida (Anatolij Bukreev) che il sirdar, hanno fornito dettagliati scritti nei quali hanno difeso il loro operato e hanno spiegato i motivi che li hanno portati a scegliere di non utilizzare l'ossigeno supplementare, pur portando con loro una bombola da usare in caso di emergenza.

### Radio
Ci furono numerosi problemi e malfunzionamenti con le radio il giorno 10 maggio. Il sirdar di Scott Fischer non era munito di una radio della compagnia ma utilizzava la "radiolina gialla" di proprietà di Sandy Pittman. Anche la squadra di Rob Hall ebbe alcuni problemi di comunicazione causati da una radio malfunzionante che creò alcune incomprensioni in una discussione sulle bombole di ossigeno.

## Lista dei morti
| Nome                                  | Nazionalità   | Spedizione                       | Luogo della morte             | Causa della morte |
| ------------------------------------- | ------------- | -------------------------------- | ----------------------------- | ----------------- |
| Andrew "Harold" Harris (Guida)        | Nuova Zelanda | Adventure Consultants            | vicino alla cima sud, 8.749 m | sconosciuta       |
| Doug Hansen (cliente)                 | Stati Uniti   | Adventure Consultants            | vicino alla cima sud, 8.749 m | sconosciuta       |
| Rob Hall (Guida/Capo spedizione)      | Nuova Zelanda | Adventure Consultants            | vicino alla cima sud, 8.749 m | assideramento     |
| Yasuko Namba (cliente)                | Giappone      | Adventure Consultants            | Colle Sud, circa 7.900 m      | assideramento     |
| Scott Fischer (Guida/Capo spedizione) | Stati Uniti   | Mountain Madness                 | Cresta sud-est, 8.300 m       | assideramento     |
| Tsewang Samanla                       | India         | Polizia di confine indo-tibetana | Cresta nord-est, 8.600 m      | assideramento     |
| Naik Dorje Morup                      | India         | Polizia di confine indo-tibetana | Cresta nord-est, 8.600 m      | assideramento     |
| Tsewang Paljor                        | India         | Polizia di confine indo-tibetana | Cresta nord-est, 8.600 m      | assideramento     |

### Altre morti nel 1996
Di seguito una lista dei caduti sul monte Everest durante la stagione primaverile del 1996 non direttamente collegate con gli eventi del 10-11 maggio.
- 9 maggio - Chen Yu-Nan (陳玉男) - della spedizione nazionale di Taiwan, morì dopo una caduta sulla parete del Lhotse[31]
- 19 maggio - Reinhard Wlasich - scalatore austriaco morì per una combinazione di edema polmonare e cerebrale sulla cresta nord-est[32]
- 25 maggio - Bruce Herrod - fotografo del team sudafricano che si trovava sul Colle Sud durante la tempesta del 10-11 maggio, raggiunse la cima due settimane dopo ma morì durante la discesa sulla cresta di sud-est[16].
- 6 giugno - Ngawang Topche Sherpa - Sherpa della spedizione Mountain Madness, aveva sviluppato un grave caso di edema polmonare dovuto all'altitudine il 22 aprile, morì il 6 giugno in un ospedale a Kathmandu[33]

Di seguito una lista dei caduti sul monte Everest durante la stagione autunnale del 1996
- 25 settembre - Yves Bouchon - scalatore francese, fu travolto da una valanga sul versante sud assieme ai due sherpa elencati qui sotto
- 25 settembre - Lopsang Jangbu Sherpa - Sherpa nepalese che aveva accompagnato la spedizione Mountain Madness del 10 maggio
- 25 settembre - Dawa Sherpa - Sherpa nepalese

Nell'epilogo del suo libro, High Exposure, David Breashears scrisse che incontrò alcuni dei corpi nella sua ascesa all'Everest nel maggio del 1997: "Eccettuato il corpo di Scott, ancora coperto dallo zaino e dalle corde nel modo in cui l'aveva lasciato Anatolij, i versanti della montagna erano pietosamente privi di accenni alla tragedia. Quando raggiungemmo la Cima Sud, il corpo di Rob era nascosto alla vista, coperto da un alto cumulo di neve. Andy Harris e Doug Hansen potrebbero giacere lì vicino a lui, ma probabilmente non lo sapremo mai. [...] Vicino alla base dell'Hillary Step trovammo l'ultimo indizio della tragedia del 1996, il corpo di Bruce Herrod, il fotografo che faceva parte del team sudafricano."

## La tragedia nei media
- Aria sottile è un libro scritto, a ridosso della tragedia, da Jon Krakauer, giornalista che ha fatto parte della spedizione di Rob Hall. È il primo libro pubblicato sulla tragedia ed è un'estensione dell'articolo omonimo che Krakauer aveva già scritto per la rivista Outside.
- Into Thin Air: Death on Everest (del 9 novembre 1997), è un film-tv basato sul libro di Jon Krakauer. Il film è stato diretto da Robert Markowitz e scritto da Robert J. Avrech.[36]
- Everest: 1996 è il libro scritto da Anatolij Bukreev e dal giornalista Gary Weston DeWalt in cui Bukreev fornisce la sua versione della tragedia. Si configura, in parte, come una risposta al libro di Krakauer. In particolare descrive la notte del salvataggio di Sandy Hill Pittman, Charlotte Fax e Tim Madsen.[18]
- A un soffio dalla fine di Beck Weathers scritto nel 2000, racconta di come si sia perso nella tormenta e sia rimasto svenuto tutta la notte del 10 maggio e il giorno dell'11 maggio fino alle 4 del pomeriggio. Di come si sia risvegliato e tornato fortunosamente al campo 4, i particolari del salvataggio in elicottero e come sia continuata la sua vita senza mani.[37]
- Everest Io c'ero di Lene Gammelgaard scritto nel 1999, racconta i precedenti di Lene, il viaggio dalla Danimarca al campo base, la scalata e il ritorno di Lene.[38]
- High Exposure: an Enduring Passion for Everest and Unforgiving Places di David Breashears, scritto nel 2000, racconta i motivi che inducono una persona a diventare alpinista: l'arrampicata è la ricerca dell'eccellenza e dell'autoconoscenza. Arriva il pericolo, sostiene David, quando l'ambizione acceca la ragione.
- Il film Everest, prodotto con tecnologia IMAX nel 1998 documenta la tragedia e il coinvolgimento della troupe del film nei soccorsi.[39]
- The Dark Side of Everest (2003), documentario prodotto da National Geographic Channel, affronta le motivazioni che spingono gli scalatori all'ascesa, le sfide che gli si pongono quando incontrano difficoltà e analizza in particolare le tragedie del 10-11 maggio 1996 e la morte di Bruce Herrod del 25 maggio.
- Remnants of Everest: The 1996 Tragedy è un documentario diretto da David Breashears[40]).
- Everest, film del 2015 diretto e prodotto da Baltasar Kormákur. La pellicola ha aperto la 72ª Mostra internazionale d'arte cinematografica di Venezia il 2 settembre 2015.
- Joby Talbot ha composto un'opera, dal titolo Everest, basata sugli eventi del maggio 1996 e che ha debuttato all'Opera di Dallas in 2015.[41]

## Controversia
La tragedia del 1996 ebbe un'importante eco a seguito delle polemiche riguardo alla commercializzazione delle spedizioni sull'Everest che ne seguì. L'evento è stato narrato l'anno successivo nel libro Aria sottile dal giornalista Jon Krakauer che faceva parte, per conto della rivista Outside, della spedizione della Adventure Consultants guidata da Rob Hall che quel giorno perse quattro scalatori, tra cui lo stesso Hall. Il libro scatenò un'accesa disputa tra Krakauer e la guida kazaka Anatolij Bukreev che faceva parte della spedizione della "Mountain Madness" guidata da Scott Fischer, quest'ultimo anche lui morto. Bukreev si sentì accusato di alcune negligenze, cioè che "era sceso di corsa dalla vetta senza aspettare i clienti, comportamento estremamente discutibile per una guida", poiché "Bukreev era impaziente di scendere perché non usava ossigeno ed era vestito in modo relativamente leggero, e perciò doveva scendere".
Non ci sarebbero stati morti se Bukreev non avesse abbandonato i clienti. Un'insinuazione fatta da Krakauer senza, apparentemente, neppure aver chiesto per telefono a Bukreev, spiegazioni. Secondo Beck Weathers, scrivere un libro come Aria Sottile, "senz'altro avrebbe potuto avere successo prendendo di mira un tizio della spedizione e dandogli addosso o creando una controversia." Secondo Sandy Hill Pitman, lo stile di Krakauer è di creare uno stereotipo del cattivo per poi prenderlo a pugni. Anche secondo Anatolij Bukreev è incredibile che un giornalista così ben documentato come Jon Krakauer, possa aver scritto tante quelle accuse da lasciarlo perplesso. Dopo che Anatolij è morto sull'Annapurna I nel 1997, Jon Krakauer ha criticato anche Weston DeWalt.
Bukreev, a sua volta, difende il suo operato, assieme al giornalista Weston DeWalt, nel libro Everest 1996. Cronaca di un salvataggio impossibile. Riguardo allo scalare senza ossigeno, ogni organismo è diverso e gioca un ruolo fondamentale l'adattamento. Bukreev aveva sempre effettuato le sue scalate sopra agli 8000, senza bombole d'ossigeno, perché si preoccupava sempre di compiere un periodo di adattamento che gli permetteva di avere una scorta maggiore di globuli rossi che trasportano ossigeno; quindi poteva permettersi di andare senza bombole senza andare in ipossia. La dottoressa Ingrid Hunt, medico della spedizione, effettuò un controllo su alcuni alpinisti per determinare la quantità di ossigeno presente nel sangue a quell'altezza. Come sempre in precedenza, il test di Bukreev mostrò un indice superiore a 90, se stessa 75 e uno dei clienti 60.
Riguardo a essere andato via subito, Fischer aveva stabilito che Bukreev e Beidleman, durante la spedizione, avrebbero dovuto darsi il cambio in testa a guidare i clienti. Bukreev scrive: "Grave sarebbe stato se tutte le guide si fossero trattenute sulla vetta e avessero lasciato scendere i clienti da soli. Nei gruppi condotti da più guide c'è sempre una guida che sta davanti per mostrare la via e una in fondo al gruppo per non lasciare indietro nessuno. E così è stato anche quella volta sull'Everest". Bukreev era salito per primo sulla vetta ed era sceso perciò per primo assieme ad Adams e a Krakauer che aveva cominciato a scendere per conto suo, prima di tutti, e agli altri alpinisti che si aggiunsero a mano a mano dopo aver raggiunto la vetta".
Riguardo agli abiti "leggeri" che Bukreev avrebbe indossato il giorno dell'ascensione sono invalidati da una semplice occhiata alle fotografie scattate sulla vetta quel giorno. La fotografia mostrava Bukreev nella tenuta d'alta quota che Adams gli aveva regalato, quando aveva acquistato lo stesso modello per sé. Riguardo al fatto che Bukreev avesse freddo, si dimostra che Anatolij aveva una soglia del freddo molto più alta di tutti gli altri in una foto della scalata al Lhotse dove c'erano 40 gradi sotto zero. Ci sono le foto di Anatolij che si toglie i guanti, perché era l'unico che poteva togliersi i guanti, senza congelare. Per finire, riguardo alla morte dei clienti, si nota che nessuno dei clienti della squadra di Anatolij Bukreev è morto. In realtà sono morti i clienti di Hall.
Yasuko Namba è morta perché i suoi compagni, invece di soccorrerla e farla trasportare in barella da quattro sherpa, 47 kg il peso di Yasuko, per 400 metri in piano, di giorno, con tempo buono (15 minuti all'andata e 15 minuti al ritorno fino al campo 4) l'hanno abbandonata. Beck Weathers nelle stesse condizioni, ce l'aveva fatta. Mentre Jon Krakauer e gli altri decidevano che per Yasuko Namba, che respirava ancora, non c'era più niente da fare, allo stesso tempo Bukreev, avendo saputo che Fischer ancora respirava, malgrado fosse considerato morto perché aveva perso il riflesso della deglutizione, era ritornato sotto alla Balconata per cercare di soccorrerlo. Bukreev salvò tre alpinisti in tre uscite a 8.000 metri d’altezza.